# Typhloseiulus rodopiensis
Typhloseiulus rodopiensis är en spindeldjursart som först beskrevs av Papadoulis och Emmanouel 1994.  Typhloseiulus rodopiensis ingår i släktet Typhloseiulus och familjen Phytoseiidae. Inga underarter finns listade i Catalogue of Life.